# 세레스 (왜행성)
세레스(영어: Ceres)는 소행성대에 있는 위치한 왜소행성으로, 공식 명칭인 소행성명은 1 세레스(1 Ceres)이다. 상징은 ‘’이다. 이탈리아의 천문학자, 주세페 피아치가 발견한 후 반세기가 넘게 행성으로 분류되었다. 이름은 로마 신화에 등장하는 농업과 곡물의 여신인 케레스에서 유래했다.
지름은 약 970 km로, 소행성대에서 가장 크고 무거운 천체이다. (소행성대 전체 질량의 약 30%를 차지한다.)다른 소행성은 불규칙한 모형, 약한 중력임에 반해 세레스는 관측을 통해 상대적으로 무겁기 때문에 구(球)형임이 밝혀졌다.
표면은 물얼음과 다양한 수화물이 혼합되어 있는 것으로 추정된다.
세레스의 내부는 암석질의 핵 그리고 얼음 맨틀으로 구성되어 있으며, 표면 아래에는 물로 이루어진 바다가 존재하는 것으로 생각된다.
세레스의 겉보기등급은 +6.7 ~ +9.3 등급으로, 육안으로는 볼 수가 없다.
2007년 9월 27일, NASA에서는 4 베스타 (2011 ~ 2012), 세레스 (2015)를 탐사하기 위하여 돈 탐사선을 발사했다.

## 발견
1596년, 요하네스 케플러는에서 화성과 목성 사이에 행성이 있을 것이라고 했다. 1772년에는 요한 보데도 티티우스-보데의 법칙에 따라 같은 위치에 행성이 있어야 한다고 추측했는데, 1781년에 천왕성이 발견되고 그 궤도가 잘 들어맞자, 법칙에 대한 기대치가 높아졌다. 한편, 1800년, 과학 저널, 《Monatliche Correspondenz zur Beförderung der Erd- und Himmels-Kunde》의 편집장이었던 프런즈 본 저흐는 24명의 천문학자를 뽑아 미지의 행성을 발견하기 위한 팀을 구성하고자 했다. 하늘의 경찰들 후보 중에는 피아치도 있었는데, 그는 초대장이 도달하기 전에 이미 세레스를 발견했다. 피아치는 다른 별을 찾고 있었다가 새로운 별임을 확신하고 관측 결과를 발표하면서도 동료인 두 명의 천문학자, 밀라노의 바르나바 오리아니와 베를린의 보데에게만 편지를 보내고 처음에는 혜성이라고 생각했지만, 움직임이 느리지만 일정한 게, 혜성이 아닌 다른 무언가인 거 같다고 덧붙였다. 4월, 피아치는 오리아니와 파리의 제롬 랄랑드에게 최종적인 관측 결과를 보냈고, 이는 《Monatliche Correspondez》 1801년 9월호에 실렸다. 다른 천문학자들도 피아치의 관측 결과를 검증하려고 했지만, 시간이 흘렀기 때문에 세레스의 정확한 위치를 집어낼 수 없었다. 이에 당시 24세였던 수학자, 가우스는 최소제곱법을 이용하여 세레스의 위치를 예상했고, 마침내 1801년 12월 31일, 저흐와 그의 동료 올베르스는 예상된 곳에서 세레스를 다시 발견하였다.

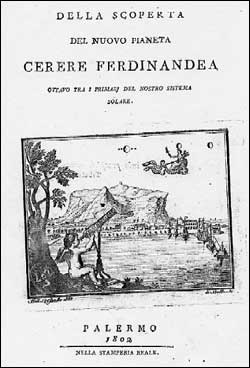
피아치의 저서 - "Della scoperta del nuovo pianeta Cerere Ferdinandea". 세레스 발견의 개요를 설명하고 있다.

## 이름
처음에 피아치는 Cerere Ferdinandea라고 명명했다. 로마 신화에 등장하는 여신인 세레스와 양시칠리아 왕국의 페르디난도 1세의 이름을 붙인 것이다. 그러나, Ferdinandea는 다른 국가에서 납득하지 않아 빠지게 되었다. 천문 기호는 낫을 본뜬 모양()이다.

## 지위

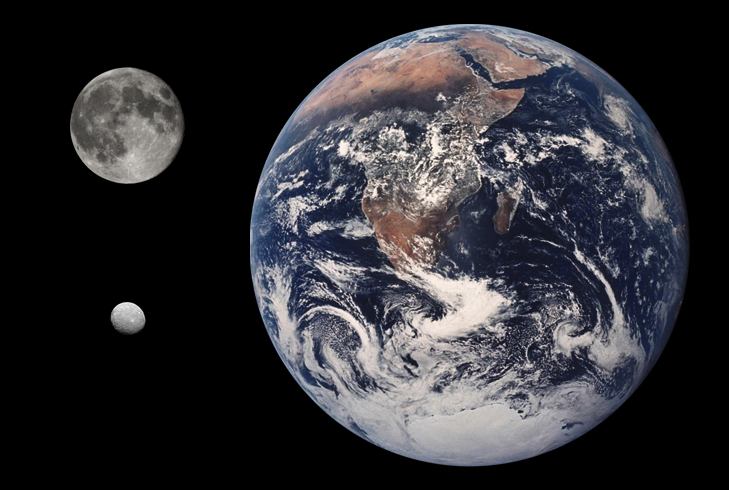
세레스 (좌측 하단), 달, 지구의 크기 비교.

세레스의 지위는 여러 번 바뀌었다. 발견되고 반세기 가까이는 행성으로 취급되었다가 1845년 이후로 비슷한 천체들이 무더기로 발견되면서 점차 소행성으로 취급되기 시작하였다. 그래도 소행성체 중에서는 가장 먼저 발견되었다는 사실에서 1 세레스라는 이름이 부여되었다.
2006년 8월 24일 열린 국제천문연맹(IAU) 총회에서 명왕성의 지위를 놓고 논쟁이 벌어졌고, 세레스도 대상에 포함되었다. 개정된 행성의 조건은 다음과 같다.
1. 정역학적 평형을 이뤄 구형에 가까운 형태를 유지할 만큼의 충분한 중력을 가지고 있을 것.
2. 다른 항성 주위를 공전하되, 다른 천체의 위성이 아닐 것.
3. 자신의 궤도 인근의 다른 천체를 일소할 것.

마지막 조건 때문에 세레스는 더 이상 행성이 아니게 되었다. 소행성대의 수많은 소행성과 궤도를 공유하기 때문이었다. 마찬가지로 조건을 만족하지 못한 천체들은 왜행성으로 분류되었다.

## 물리적 특성

처음 발견된 10개의 소행성과 달의 크기의 척도. 가장 좌측이 세레스이다.

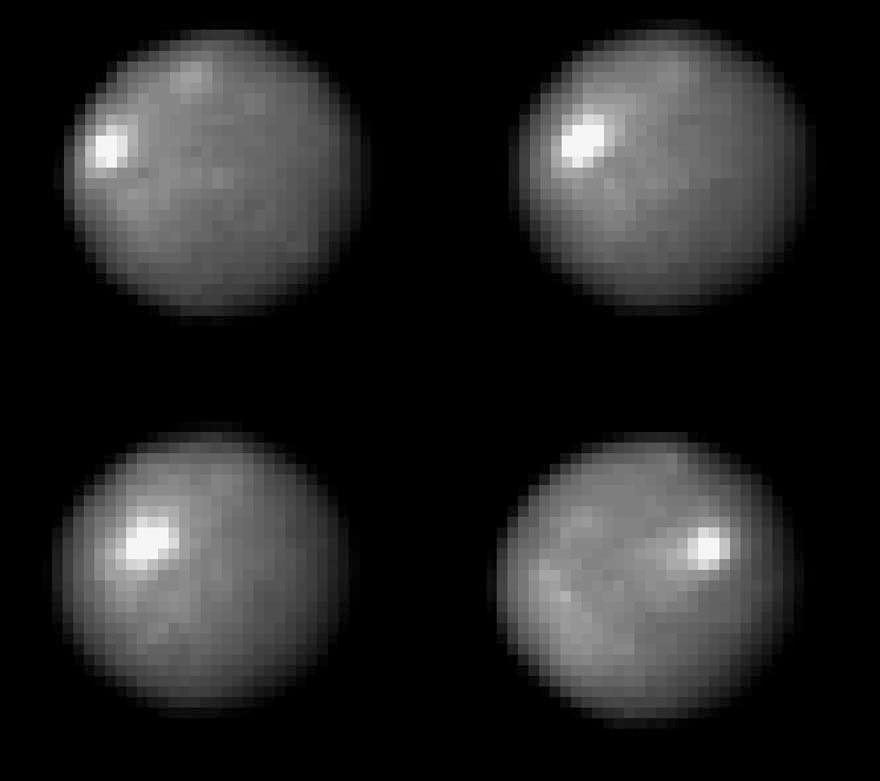
허블 우주 망원경이 찍은 세레스, 2003년 ~ 2004년에 걸쳐서 찍었으며 해상도는 30 km이다. 돈 우주선의 근접 관측 결과 밝은 부분은 크고 작은 여러 점으로 구성되어 있었으며 황산마그네슘과 같은 염류의 덩어리로 추정된다.

세레스는 화성과 목성 사이에 놓인 소행성대에서 가장 큰 천체이다. 그 질량은 작은 소행성들을 분석하면서 측정되었다. 측정자에 따라서 그 결과도 조금씩 달랐다. 2008년 기준으로, 가장 믿을만한 값은 대략 9.4 × 1020 kg으로 소행성대 총 질량인 3.0 ± 0.2 × 1021 kg의 대략 1/3의 해당하는 값이며, 달 질량의 1.3 %를 차지한다. 이런 세레스의 크기와 질량은 거의 구형 형태를 유지하는데 충분한 수치이다. 즉, 유체정역학적 평형에 가깝다는 뜻이다. 반면, 2 팔라스, 3 유노와 특히, 10 히기에이아는 꽤나 불규칙적인 모양인 것으로 알려져 있다. 관측으로 세레스의 북극점의 위치를 알아낼 수 있었다.(용자리, 적경 19 h 24 min, 적위 +59°) 이것은 세레스의 자전축의 기울기가 매우 작다는 것(약 3°)을 의미한다.

### 내부 구조
코넬 대학의 피터 토마스는 세레스의 내부 구조는 암석질 핵과 얼음 맨틀로 구성되어있다고 주장했는데, 그 이유는 세레스의 편평도가 매우 작기 때문이라고 설명했다. 100 km 두께의 맨틀에는 (세레스 부피의 50 , 질량의 23 ~ 28 %를 차지한다.) 200만 km3의 물이 존재한다. 이는 지구 상의 전체 민물의 양 보다 많은 양이다. 이 결과는 2002년 켁 망원경의 관측과 진화 모델을 토대로 얻어진 결과이다. 또한, 표면의 특징과 과거의 일어난 일로 미루어 볼 때, 세레스 내부에 휘발성 물질이 있는 것으로 추정된다.
다른 주장으로 세레스의 모양과 크기는, 내부에 구멍이 많아 그 구조의 분화 여부로 설명할 수 있다는 주장이 있다. 얼음 층 위에 암석 층이 존재한다는 사실은 중력적으로 불안정하다는 것을 의미한다. 만약 암석 침전물이 얼음 층 아래로 유입됐다면 염류가 생성되었을 것이나, 이것은 발견되지 않았다. 따라서, 세레스에는 거대한 얼음 지각이 존재하지는 않지만 대신, 물로 구성된 낮은 밀도의 소행성에서 형성되었다는 사실로 설명이 가능하다. 한편, 방사성 동위원소가 붕괴하는 현상으로 내부 구조의 분화를 설명하기에는 충분하지 않다.
그런데, 최근 연구발표로는 지구 내부와 비슷하다는 점도 있다.

### 표면
세레스의 표면은 C형 소행성의 구성물과 매우 유사하다. 하지만, 어느 정도 차이점도 존재한다. 적외선 스펙트럼으로 미루어 볼 때 나타나는 특징은 수화(hydrate)된 물질이 많다는 것이다. 이는 내부에 많은 양의 물이 있음을 의미한다. 이외에도 탄소질의 콘드라이트 운석에서 흔히 볼 수 있는 철이 풍부한 흙이 존재할 가능성이 있다. 한편, 세레스의 스펙트럼을 봤을 때, C형 소행성과는 달리 탄산염은 존재하지 않는다.
때때로 세레스를 G형 소행성으로 분류하기도 한다.
세레스의 표면은 상대적으로 온화하다. 1991년 5월 5일, 태양이 남중 했을 때, 측정된 최대 온도는 235 K였다.

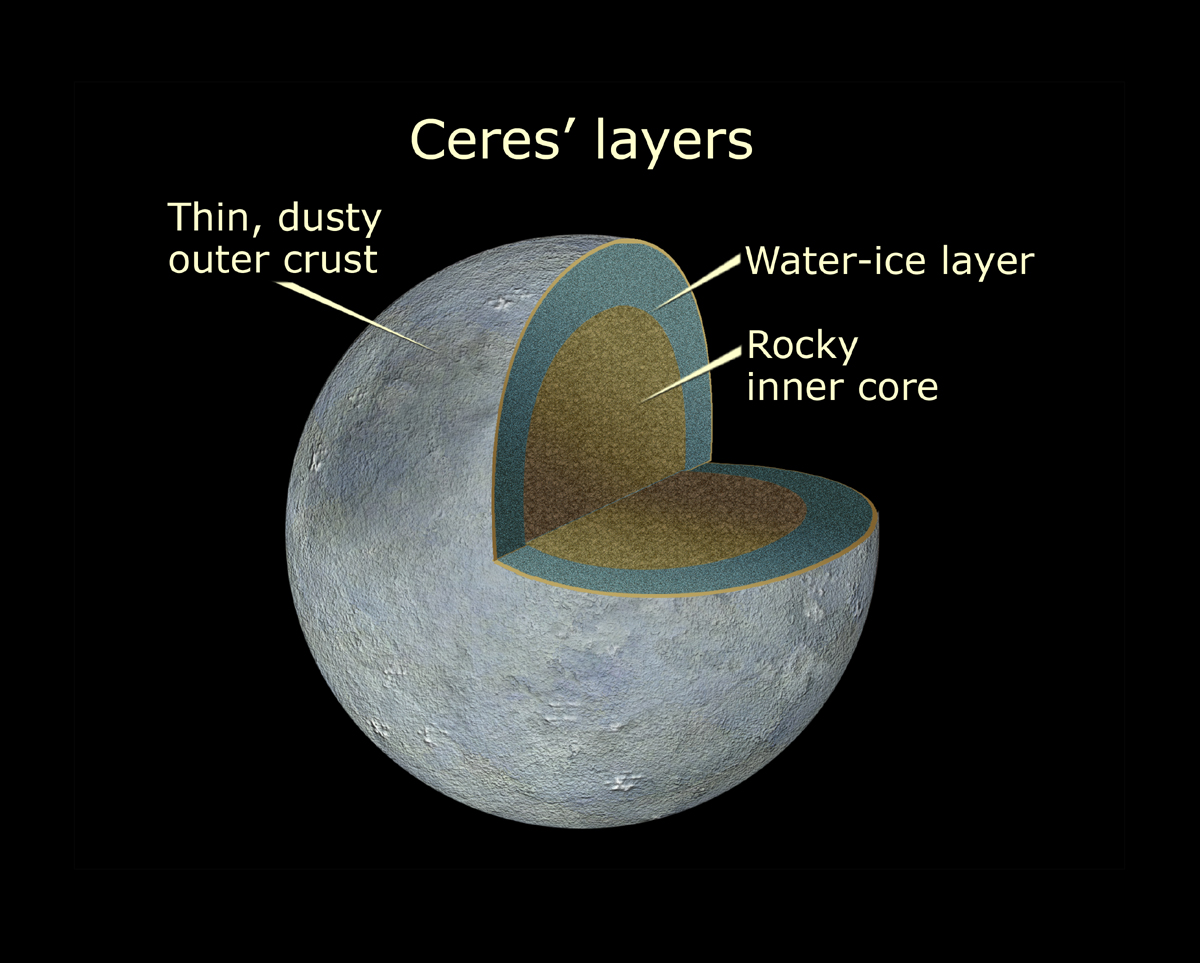
세레스의 내부 구조를 묘사한 그림

1995년에 허블 우주 망원경으로 촬영한 자외선 영상에는 어두운 영역이 있는데 당시에는 피아치라는 이름이 붙여졌다. 이 영역은 현재의 댄투 충돌구 부근이다. 2002년, 켁 망원경으로 촬영한 근적외선 영상에는 밝고 어두운 부분이 곳곳에 보인다. 2003년부터 2004년까지 허블 우주 망원경으로 촬영한 가시광선 영상으로는 11가지의 지형을 구분할 수 있었는데, 그 중 하나는 1995년에 촬영된 "피아치" 인 것으로 드러났다.
과거에 지질학적 활동이 있었던 것치고 큰 충돌구가 많지 않다. 세레스에서 가장 높은 산인 아후나산은 얼음화산으로, 형성된 지는 수억에서 십 억 년이 되었고, 약 2억 년 전에 활동을 멈춘 것으로 보인다. 과거에는 얼음화산이 여러 개 있었지만 지질 활동으로 모두 사라진 것으로 추측된다.

### 대기
세레스에는 약한 대기와 함께, 표면에는 물이 얼어 생긴 서리가 있는 것으로 추정된다. 표면의 얼음은 태양으로부터의 거리 때문에 불안정하다. 때문에, 만약 태양광에 직접 노출된다면 승화할 것으로 보인다. 비록 내부의 물얼음이라도 표면으로 드러날 수 있지만, 매우 짧은 시간에 그 표면에서 탈출할 것이다. 결과적으로, 수분 증발 현상은 감지하기 어려울 것이라 추측된다. 극 지역에서 수분이 탈출하는 현상은 1990년대에 관측되었다는 보고가 있지만 확실히 증명된 것은 아니다. 다만, 새로 생긴 분화구 주위나 표면 아래층의 틈에서 수분이 탈출하는 현상이 감지될 가능성이 존재한다. IUE의 자외선 관측으로 많은 양의 수산화물 이온이 북극점 근처에서 발견되었다. 수산화물 이온은 태양의 자외선 복사로 수분이 증기로 변하는 과정에서 생성된 결과물이다.

## 외부 생명체에 대한 가능성
화성, 유로파만큼 외부 생명체에 대해 논의되지는 않았지만, 과학자들은 물얼음의 존재를 두고, 생명이 존재할 수도 있을 것이라는 가능성을 열어두고 있다.

## 궤도

세레스의 궤도

한때는 소행성군에 속하는 것으로 여겨졌지만 분광학적으로 군의 특성과는 다르다는 것이 밝혀지면서 군에서 밀려났다. 세레스가 속했던 소행성군은 가장 앞선 번호가 붙여진 1272 게피온의 이름을 따서 게피온 소행성군이라고 불린다.

### 궤도 공명
2 팔라스와 1:1 궤도 공명의 관계를 맺고 있는 것처럼 보이지만 실제로 그런 것은 아니다. 보통은 서로의 질량에 비해서 거리가 멀기 때문에, 소행성 사이에서 공명이 일어나는 일은 매우 드물지만, 세레스는 최대 200만 년까지 다른 소행성과 1:1 궤도 공명하는 경우가 있다. 이런 천체는 약 50개로 알려져 있다.

## 기원과 진화
세레스는 약 45.7억년 전 소행성대에서 형성된 원시 행성에서 진화되었을 것이라 추정된다. 내행성계의 대부분은 원시 행성과 다른 원시 행성이 합쳐져 지구형 행성을 이루거나 원시 행성이 목성에 의해 바깥쪽으로 튀어나가기도 했지만, 세레스는 상대적으로 변화를 겪지 않은 것으로 생각된다. 다른 이론에서는 세레스가 카이퍼 대에서 형성된 후 소행성대로 옮겨져 왔을 것이라는 이론이 있다.
세레스의 지질의 발달 과정은 열적 작용과 연관이 있다. 그리고 작용 직후, 내부가 암석질의 핵과 얼음 맨틀로, 충분히 분화될 수 있었다고 추측된다. 열적 과정은 화산 활동에 의한, 물, 판이 표면을 다시 덮어 오래된 지형을 지우면서 일어난 것으로 보인다. 그 작은 크기 때문에, 세레스가 형성되자마자 식어서 모든 포장 과정이 중지된 것으로 추정된다. 한편, 표면의 얼음은 승화하여, 수화된 무기물만 남게 되었을 것이라 생각된다.
오늘날, 세레스는 지질학적으로 비활동 천체0이며, 표면은 충돌에 의해서만 변할 수 있다. 세레스에서 발견되는 많은 양의 얼음은 내부에 물이 존재할 것이라는 가능성을 높여준다. 그 내부에 있는 가상적인 층을 대양(ocean)이라고 부른다. 만약, 내부에 액체 물이 존재한다면, 암석질 핵과 얼음 맨틀 사이에 있을 것으로 추측되며, 대양에는 소금, [암모니아]], 황산 혹은 부동 물질이 물 속에 용해되어있을 것이다.

## 관측
세레스가 근일점 근처에 있을 때, 겉보기 등급은 +6.7 등급에 이른다. 너무 어두워서 통상의 육안으로는 볼 수 없다. 2012년 12월 18일, 세레스의 등급이 +6.73 등급에 이를 것으로 보인다. 합일 때의 세레스의 밝기는 +9.3등급으로, 10×50 배율의 쌍안경으로 볼 수 있는 가장 어두운 천체이다. 하지만 이마저도 지평선 부근의 하늘이 매우 어두울 때 세레스를 볼 수 있을 것이다.
아래는 세레스에 대한 주목할 만한 관측 자료이다.
- 1984년 11월 13일, 멕시코, 플로리다, 카리브해 전역에서 세레스가 다른 별을 가리는 엄폐 현상이 관측되었다.[48]
- 1995년 6월 25일, 허블 우주 망원경을 이용하여 해상도 50 km 자외선 이미지를 얻었다.[31][49]
- 2002년, 켁 망원경의 적응 제어 광학을 적용하여 30 km 분해능의 적외선 이미지를 얻었다.[50]
- 2003년과 2004년에 걸쳐서, 허블 우주 망원경을 이용하여 30 km 분해능의 가시광선 이미지를 얻었다.[2][51]
- 2015년에 돈을 통해서 세레스를 촬영했다.

## 탐사

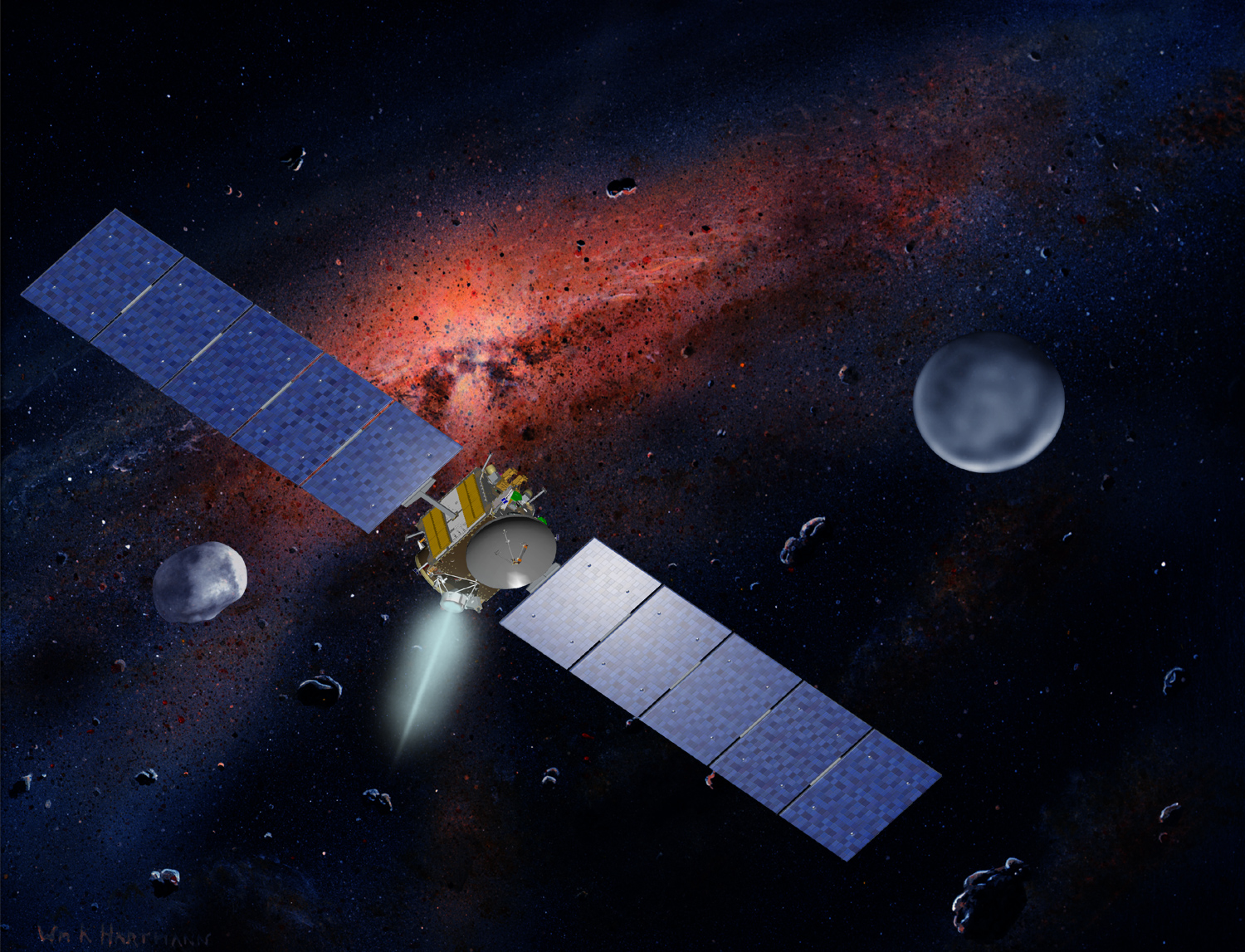
세레스를 탐사하려는 돈 탐사선의 상상도

세레스를 방문하기전 까지는 화성 궤도 주위와 화성 표면의 탐사선의 전파 신호를 이용하여 화성의 섭동으로부터 세레스의 질량을 계산했다.
2007년, NASA는 무인 탐사선, 돈 탐사선을 발사하여, 2011년 4 베스타의 탐사를 시작으로 2015년에 세레스에 도착했다. 탐사선에는 영상 분리형 카메라, 가시광, 적외선 분광계 그리고 감마선과 중성자 감지기가 실렸다. 이 장비는 왜행성의 형태와 구성된 물질을 연구하는데 이용될 것이다.

## 갤러리
| 40,000 km에서 본 세레스 (2015년 2월 25일) |

| 세레스 모자이크 – 2015년 2월 19일 |

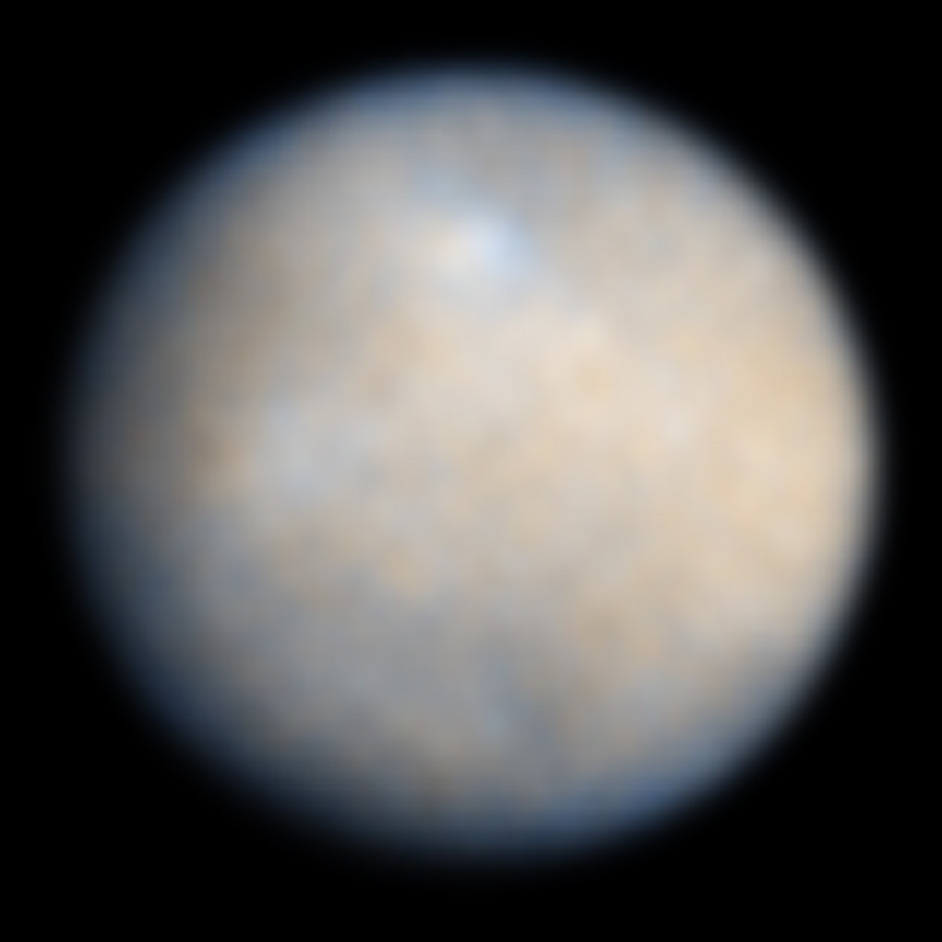
허블 우주 망원경으로 촬영한 세레스 컬러사진 (2004년)
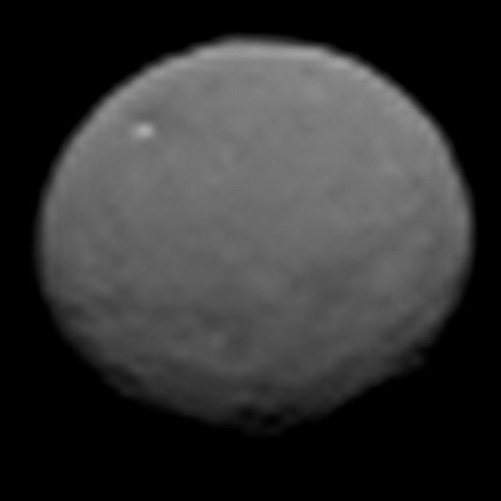
돈으로 촬영한 세레스 (2015년 1월 25일)
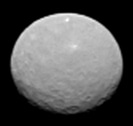
돈으로 촬영한 세레스 (2015년 2월 4일)
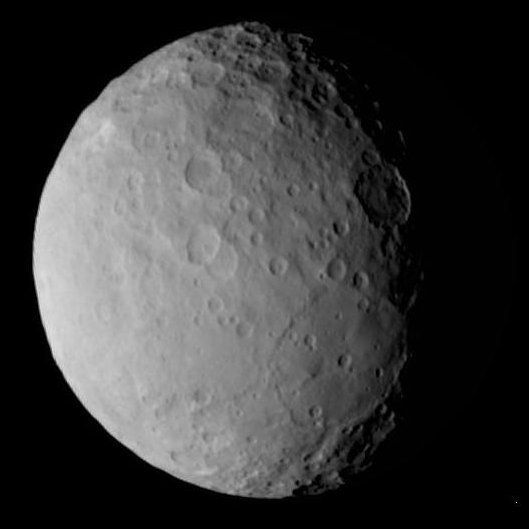
돈으로 촬영한 세레스 (2015년 2월 19일)
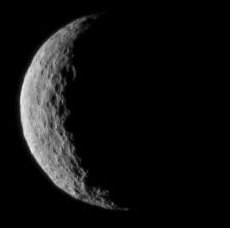
초승달 모양 세레스 (2015년 3월 1일)

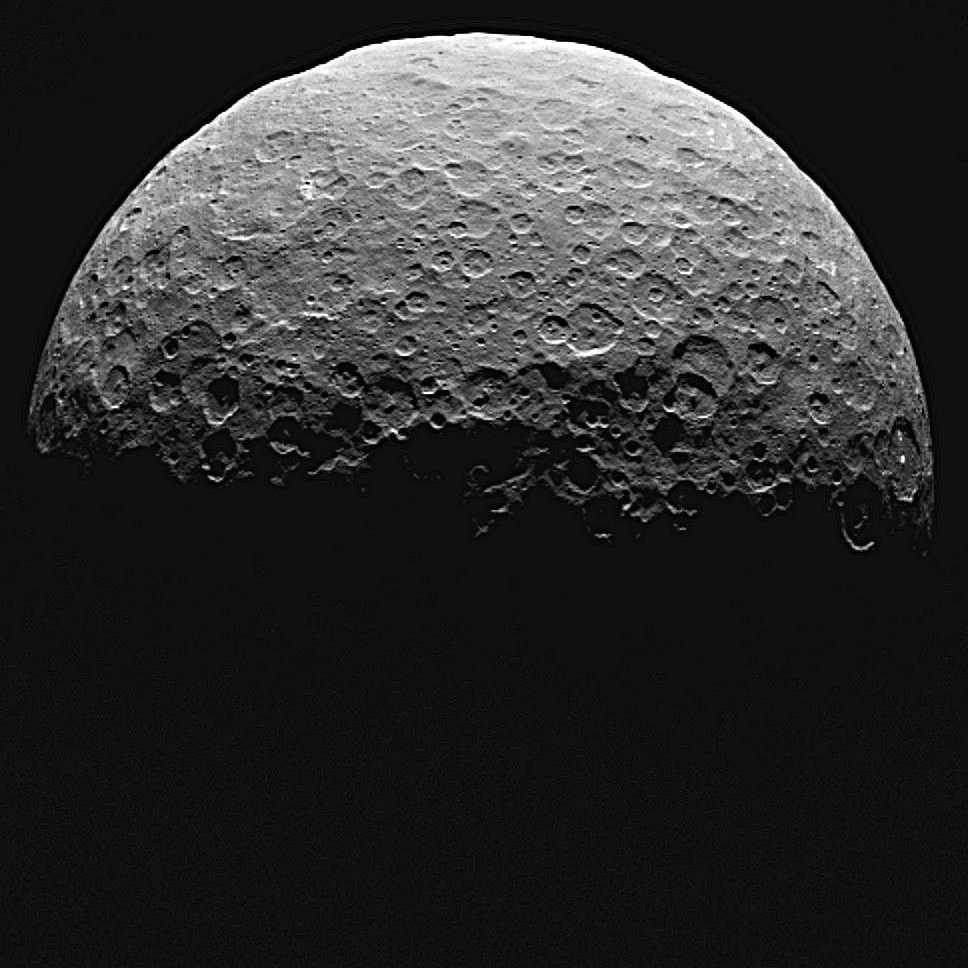
(2015년 4월 14일) 22,000 km
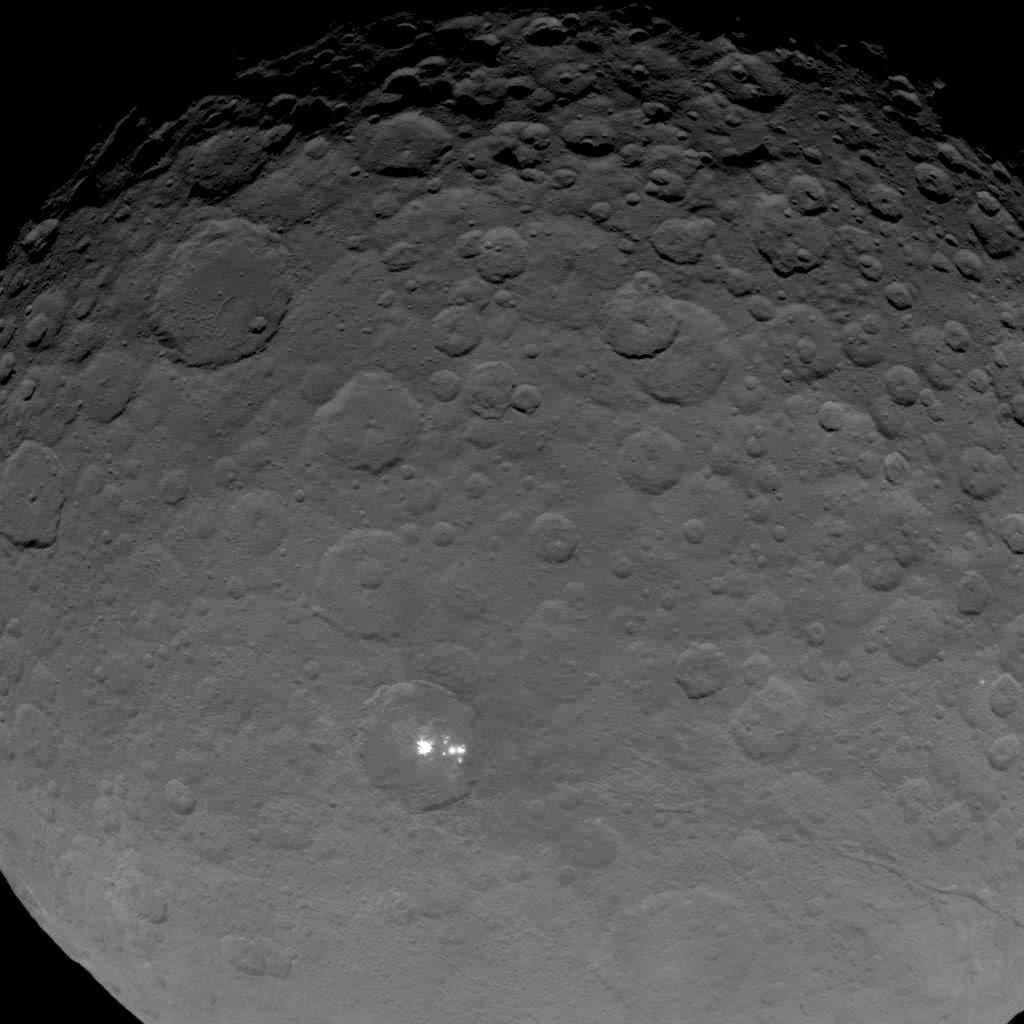
(2015년 5월 16일) 7,500 km (1;2;3)
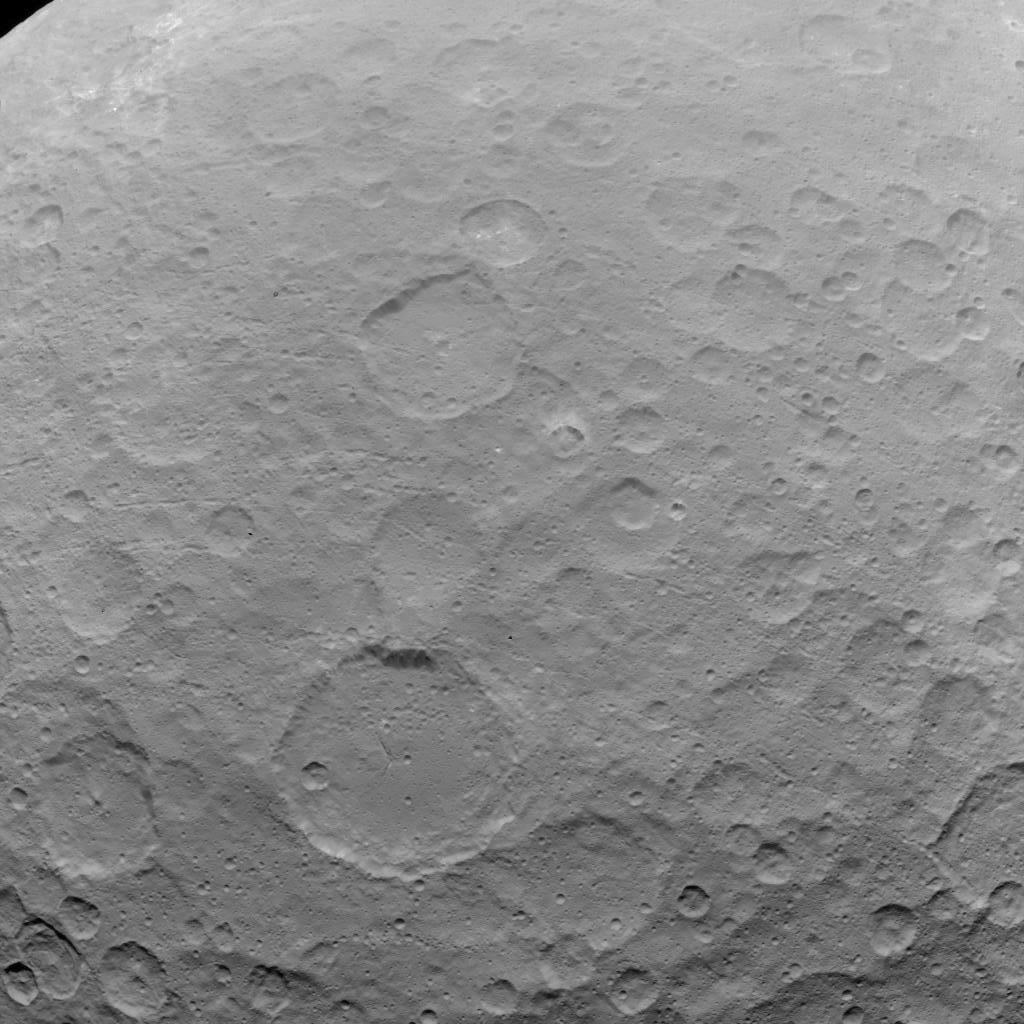
(2015년 5월 22일) 5,100 km (1;2;3;4;5) (Ezinu crater: context;closeup)

| 페이즈 | 번호 | 날짜                               | 고도             | 궤도 주기 | 해상도 (km/px)   | 허블 우주 망원경에 비해 개선 | 각주                 |
| ------ | ---- | ---------------------------------- | ---------------- | --------- | ---------------- | ---------------------------- | -------------------- |
| RC3    | 1    | 2015년 4월 23일 ~ 2015년 5월 9일   | 13,500 km        | 15일      | 1.3              | 24배                         |                      |
| Survey | 2    | 2015년 6월 6일 ~ 2015년 6월 30일   | 4,400 km         | 3.1일     | 0.41             | 73배                         |                      |
| HAMO   | 3    | 2015년 8월 17일 ~ 2015년 10월 23일 | 1,450 km         | 19시간    | 0.14 (140 m)     | 217배                        |                      |
| LAMO   | 4    | 2015년 12월 6일 ~ 2016년 9월 2일   | 375 km           | 5.5시간   | 0.035 (35 m)     | 850배                        |                      |
| XMO2   | 5    | 2016년 10월 5일 ~ 2016년 11월 4일  | 1480 km          | 19 시간   | 0.14 (140 m)     | 217배                        | [ 56 ] [ 57 ] [ 58 ] |
| XMO3   | 6    | 2016년 12월 5일 ~                  | 7,520 ~ 9,350 km | ≈8 일     | 0.9 (90 m)(추측) | 34배 (추측)                  | [ 57 ]               |

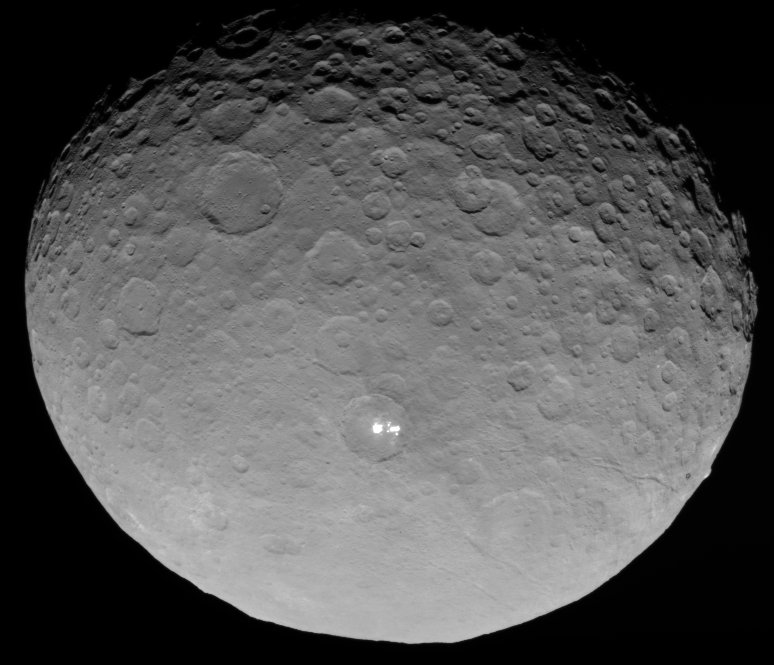
2015년 4월 23일 1번째 - RC3 13,600 km (8,500 mi) (1;2;3;4;5;6;7;8;9;10;11;12;13;14;15;16;17;18;19;20;21;22;23;24) (3D: 1;5;6;7) (animation)
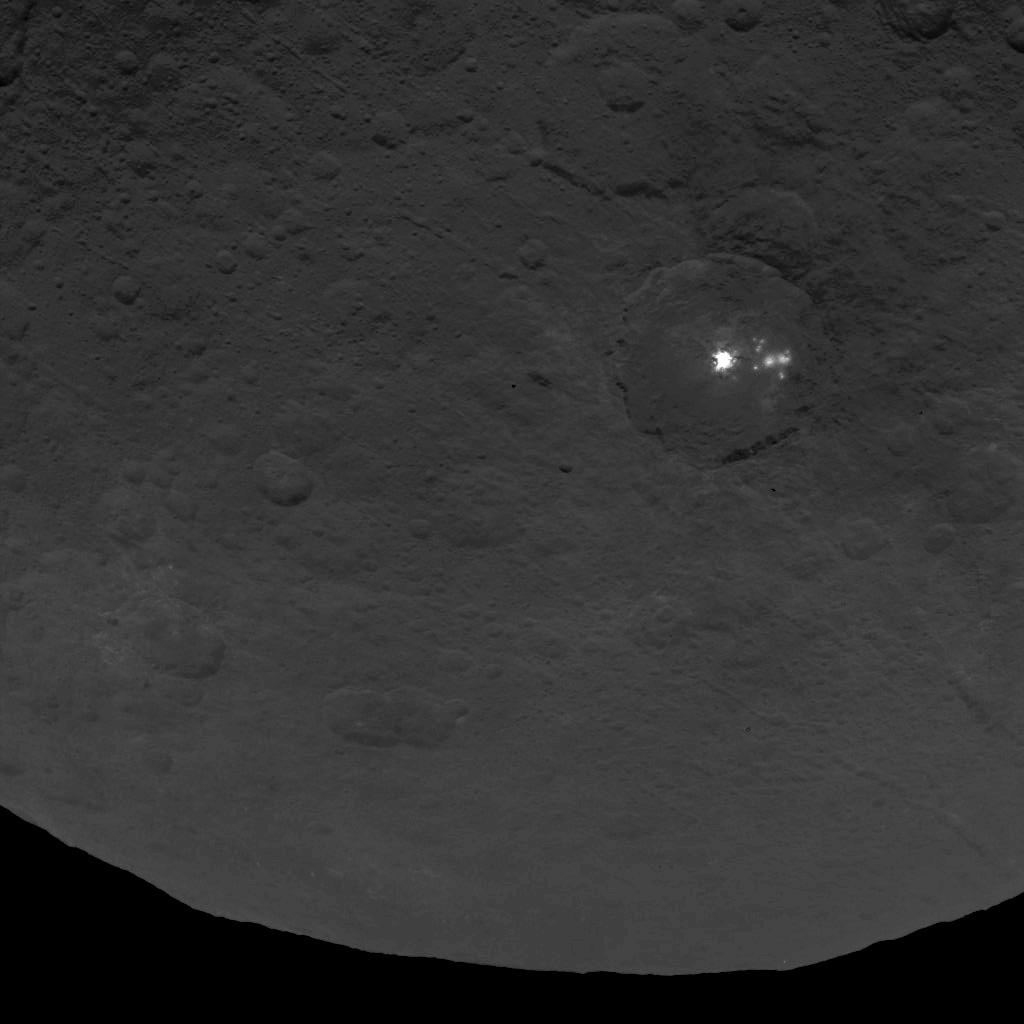
2015년 6월 3일 2번째 - SRVY 4,400 km (2,700 mi) (1;2;3;4;5;6;7;8;9;10;11;12;13;14;15;16;17;18;19;20;21;22;23;24;25;26;27;28;29;30;31;32;33;34;35;36;37;38;39;40;41;42;43;44;45;46;47;48;49;50;51;52;53;54)
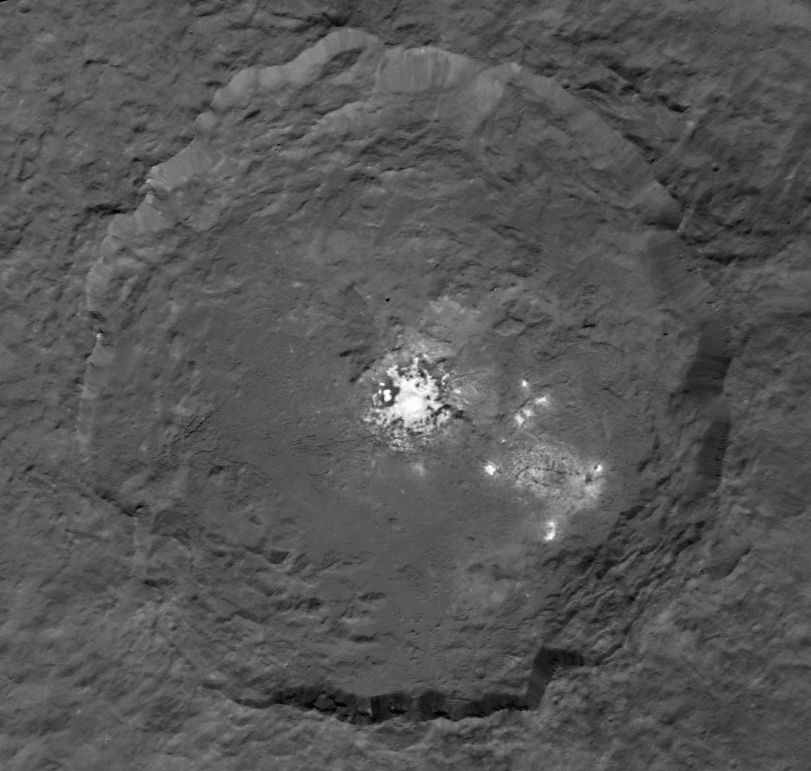
2015년 8월 17일 3번째 - HAMO 1,470 km (910 mi) (1;2;3;4;5;6;7;8;9;10;11;12;13;14;15;16;17;18;19;20;21;22;23;24;25;26;27;28;29;30;31;32;33;34;35;36;37;38;39;40;41;42;43;44;45;46;47;48;49;50;51;52;53;54;55;56;57;58;59;60;61;62;63;64;65;66;67;68;69;70;71;72;73;74;75;76;77;78;79;80;81;82;83;84;85;86;87;88;89)
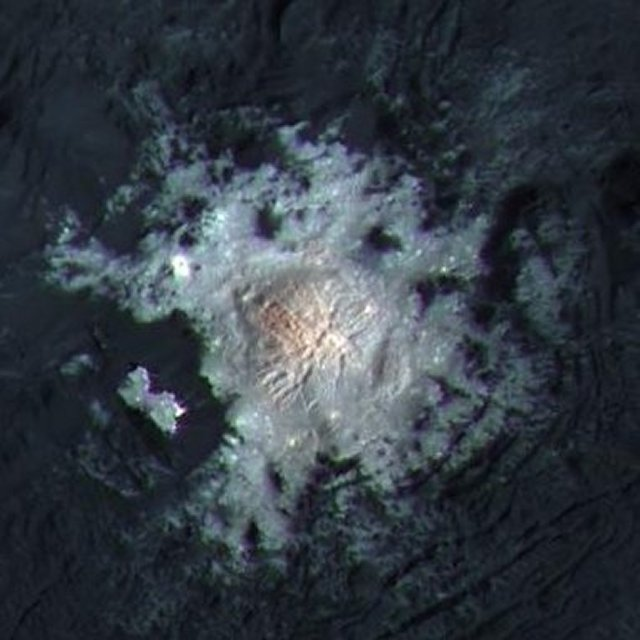
2015년 12월 10일 4번째 - LAMOa 385 km (239 mi) (a;b;c;d;e;1;2;3;4;5;6;7;8;9;10;11;12;13;14;15;16;17;18;19;20;21;22;23;24;25;26;27;28;29;30;31;32;33;34;35;36;37;38;39;40;m1;m2;m3;41;42;43;44;45;46;47;48;49;50;51;52;53;54;55;56;57;58;59;60;61;62;63;64;65;66;67;68;69;70;71;72;73;74;75;76;77;78;79;80;81;82;83)
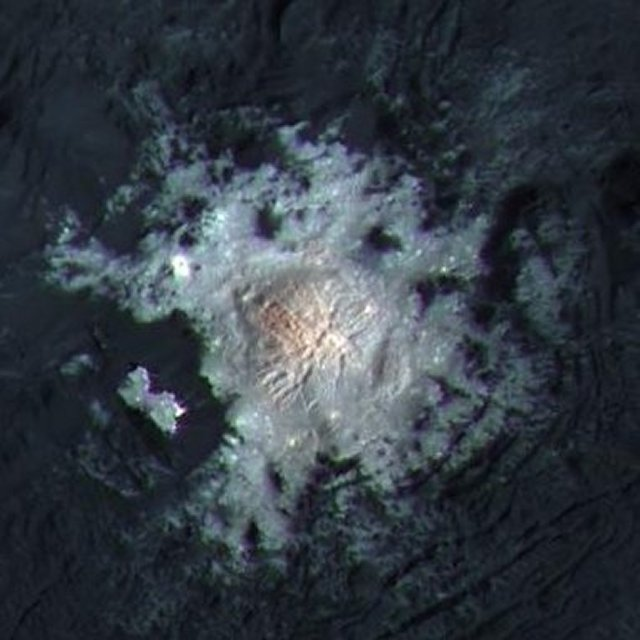
2015년 12월 10일 4번째 - LAMOb 385 km (239 mi) (84;85;86;87;88;89;90;91;92;93;94;95;96;97;98;99;100;101;102;103;104;105;106;107;108;109;110;111;112;113;114;115;116;117;118;119;120;121;122;123;124;125;126;127;128;129;130;131;132;133;134;135;136;137;138;139;140;141;142;143;144;145;146;147;148;149)
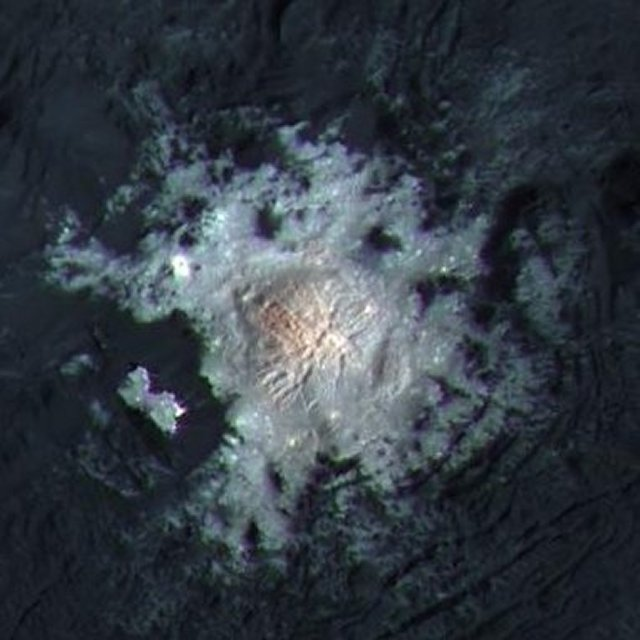
2015년 12월 10일 4번째 - LAMOc 385 km (239 mi) (150;151;152;153;154;155;156;157;158;159;160;161;162;163;164;165;166;167;168;169;170;171;172;173;174;175;176;177;178;179;180;181;182;183;184;185;186;187;188;189;190;191;192;193;194;195;196;197;198;199;200;201;202;203;204;205;206;207 – end)

### 트루컬러 이미지

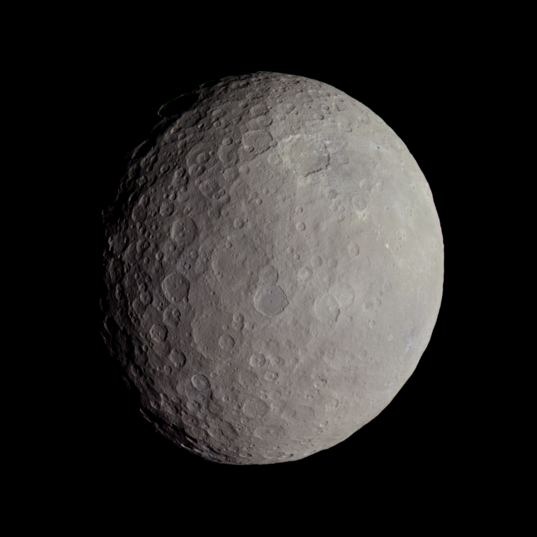
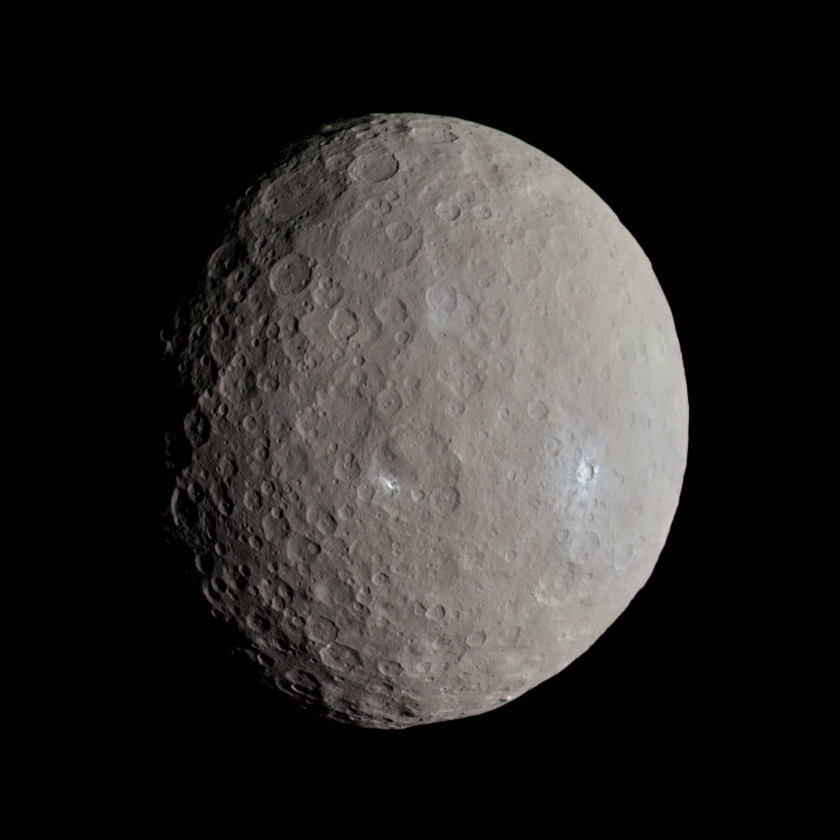

### 애니메이션

세레스 합성 애니메이션 (2015년 2월 4일)
13,600 km 거리 (2015년 5월 4일)
13,600 km 거리 (2015년 5월 4일), 밝은 점

## 같이 보기
- 왜행성
- 소행성
- 소행성대
- 우주선이 방문한 소행성체와 혜성 목록

## 주해
1. ↑  태양에서 2.8 AU 떨어진 곳 부근
2. ↑  저흐는 이들을 Die himmelspolizey→하늘의 경찰들(이)라고 불렀다.
3. ↑  서로의 고유 공전 주기는 0.2% 정도 차이가 난다